# Geoff Huston
Pour les articles homonymes, voir Huston.
Geoffrey « Geoff » Angier Huston (né le 8 novembre 1957 à Brooklyn, New York) est un ancien joueur américain de basket-ball.

## Biographie
Huston joue au poste de meneur de jeu. Il évolue durant quatre années dans l'équipe des Texas Tech Red Raiders en National Collegiate Athletic Association (NCAA). Il est sélectionné au 3e tour de la draft 1979 par les New York Knicks. Il y demeure une saison avant d'être transféré aux Dallas Mavericks. Il reste une saison à Dallas avant d'être transféré aux Cleveland Cavaliers en compagnie d'un 3e tour de draft 1983 contre Chad Kinch et un premier tour de draft 1985. Huston reste quatre ans aux Cavaliers, puis rejoint les Golden State Warriors pour une saison, avant de terminer sa carrière aux Los Angeles Clippers en 1987.
En huit saisons, il dispute 496 rencontres, inscrit 4 380 points et distribue 2 509 passes décisives.
À l'issue de sa carrière de joueur, Huston devient directeur du St. Mary's Recreation Center à Mott Haven dans le Bronx à New York.

## Pour approfondir
- Liste des joueurs de NBA avec 23 passes décisives et plus sur un match.